# Henri de Lagardère
Pour les articles homonymes, voir Lagardère.
Henri de Lagardère est un personnage de fiction créé par le romancier français Paul Féval et protagoniste de son roman Le Bossu, publié en 1858. Surnommé « Le petit Parisien » par Cocardasse et Passepoil, il est parfois appelé Chevalier de Lagardère ou tout simplement Lagardère.
Sur le chemin de l'exil, il s'arrête pour affronter une dernière fois le Duc de Nevers, qui lui a donné rendez-vous au château de Caylus, et tenter de percer le secret de sa botte redoutable. Quand il apprend le complot mené contre son adversaire, il se bat à ses côtés et assiste impuissant à sa mort. Lagardère recueille sa fille Aurore et jure de le venger. Pour approcher l'assassin, le puissant Philippe de Gonzague, il se déguise en bossu et prépare sa revanche.

## Annexe